# Berit Bogetoft
Berit Bogetoft (født 10. august 1968) er en tidligere professionel håndboldspiller.
Karrieren startede i GOG i 1972, hvor Bogetoft spillede igennem hele sin ungdom.
I 1986 kom Bogetoft på GOG's førstehold og samme år fik hun debut på ungdomslandsholdet i en kamp mod Holland d. 6. september, som Danmark vandt 19-13. Bogetoft nåede at spille 5 U-Landskampe og scorede 7 mål (alle 7 scoringer faldt i en kamp mod Færøerne) i løbet af 1986.
På klubplan spillede hun i GOG frem til 1995 og vandt i perioden 4 DM-Guld, 2 DM-Sølv, 2 DM-Bronze og 4 Landspokalfinaler.
D. 22. november 1991 fik Bogetoft debut for det danske A-landshold, under ledelse af Ulrik Wilbek. På et hold med stjerner som Lene Rantala, Conny Hamann, Lise-Lotte Lauridsen og Heidi Astrup, blev debutanten topscorer med hele 9 mål i 41-19 sejren over Letland.
I de efterfølgende to dage fik Bogetoft også sine to sidste landskampe for Danmark, mod henholdsvis Litauen og Sverige, og endte med at score 15 landskampsmål i alt.
I 1995 skiftede Bogetoft til Team Esbjerg og spillede i klubben frem til 1997, hvor hun gik på barsel, i forbindelse med fødslen af sit første barn, Camilla Pytlick, som hun fik sammen med den kommende Kvindelandsholdstræner, Jan Pytlick.
Efter barslen fortsatte Bogetoft karrieren i Gudme HK, hvor hun spillede frem til 1999.
D. 11. december 2000 fik Berit Bogetoft og Jan Pytlick, deres andet barn, Simon Bogetoft Pytlick. Det betød at Berit Bogetoft tog en pause fra håndbolden indtil 2002, hvor hun fortsatte i Gudme HK.
I sæsonen 02/03 formåede hun at vinde et DM-bronze med Gudme. Klubben nåede også 1/8-finalen i Landspokalen, som de tabte 24-27 til de senere finaledeltagere Ikast/Bording.
Bogetofts sidste aktive sæson blev 03/04-sæsonen hvor hun med Gudme HK fik en 5. Plads i ligaen og tabte 1/8-finalen i Landspokalen til Frederikshavn Fox.